# Ferdinand I. von Toerring-Seefeld
Ferdinand I. von Toerring-Seefeld (* 1583; † 8. April 1622) war ein bayerischer Adeliger aus der Familie der Toerring.
Am 11. November 1612 heiratete er Renata von Schwarzenberg. Er wurde im Jahr 1615 Herr auf Schloss Seefeld und errichtete das dortige Brauhaus.